# Storytelling (metoda)
Storytelling – metoda badawcza z zakresu badań jakościowych opierającą się na analizie narracji tworzonych przez członków danej społeczności. Może polegać na przeprowadzaniu wywiadów, ze szczególnym naciskiem na historie z życia badanego, może także opierać się na analizie powtarzanych mitów. 
Metoda ta przyjmuje, że storytelling, czyli opowiadanie historii, jest naturalnym sposobem wymiany doświadczeń ludzi, a zatem zakłada, że poprzez zbieranie opowieści dokonuje się badania w sposób najmniej inwazyjny i najmniej podatny na zakłócenia poprzez sam proces badania. Stosowany jest zarówno w badaniach socjologicznych, jak i w zarządzaniu i teorii organizacji.